# Mistrzostwa Świata w Szermierce 1927
Mistrzostwa Świata w Szermierce 1927 – 6. edycja mistrzostw odbyła się we francuskim mieście Vichy.

## Klasyfikacja medalowa
| Lp. | Państwo | złoto | srebro | brąz | Razem |
| --- | ------- | ----- | ------ | ---- | ----- |
| 1   | Francja | 1     | 2      | -    | 3     |
| 2   | Węgry   | 1     | 1      | 1    | 3     |
| 3   | Włochy  | 1     | -      | 1    | 2     |
| 4   | Belgia  | -     | -      | 1    | 1     |

## Medaliści

### Mężczyźni
| Złoto           | Srebro             | Brąz                |
| Floret          |                    |                     |
| Oreste Puliti   | Philippe Cattiau   | Gioacchino Guaragna |
| Szpada          |                    |                     |
| Georges Buchard | Fernand Jourdant   | Xavier De Beukelaer |
| Szabla          |                    |                     |
| Sándor Gombos   | Ödön Tersztyánszky | Gyula Glykais       |